# 直立狸藻
直立狸藻（學名：Utricularia recta）为狸藻屬似一年生小型食虫植物。其种加词“recta”来源于拉丁文“recte”，意为“直立”，指其直立的花茎。直立狸藻分布于不丹、中国、印度和尼泊尔。其陆生于沼泽，海拔分布范围为900米至4000米。1859年，丹尼尔·奥利弗将其描述为瓦氏狸藻（U. wallichiana）的变种。1968年，Krishnaier Subramanyam和班尼克（Banneker）将其改为攀梗狸藻（U. scandens）的变种。1986年，彼得·泰勒在进一步观察了其形态特征后将其提升为物种。

## 外部連結
- 食虫植物照片搜寻引擎中直立狸藻的照片 （页面存档备份，存于）

 维基共享资源上的相關多媒體資源：直立狸藻
 維基物種上的相關：直立狸藻